# Awakino
Awakino é um assentamento do sul do distrito de Waitomo, na ilha norte da Nova Zelândia. Está localizado na Rodovia Estadual 3, na foz do rio Awakino, cinco quilômetros ao norte de Mokau. Está 79 quilômetros a sudoeste de Te Kuiti e 98 quilômetros a nordeste de New Plymouth.

### Obras históricas gerais
- «The best of the west: a heritage trail offering a unique experience of the King Country coast». Te Kuiti, [N.Z.]: Te Kuiti Visitor Information Centre. 1996
- Coulson, John (1995). King Country sketchbook. Taumarunui, [N.Z.]: Ruapehu Marketing. ISBN 0-9583446-0-4
- de Jardine, Margaret (1992). «The little ports of Taranaki: being Awakino, Mokau, Tongaporutu, Urenui, Waitara, Opunake, Patea, together with some historical background to each». New Plymouth, [N.Z.]: Margaret de Jardine

### História comercial
- Os registros da Awakino Co-operative Dairy Company Ltd. (ativa de 1911 a 1925; liquidada em 1935) são mantidos pelo «Dairy Records Archive, Massey University Library». Cópia arquivada em 29 de dezembro de 2007  em Palmerston North . Para um resumo desse arquivo, consulte «Awakino Co-operative Dairy Company Ltd. (Y71)»
- «Puke Ariki» em New Plymouth contém o livro de cartas do agente de transporte baseado em Waitara, Lewis Clare (morto em 1960). Este livro registra a navegação costeira de e para pequenos portos do Taranaki do Norte (incluindo os mencionados no livro de de Jardine) entre 1910 e 1920. Ver «Clare, Lewis (ARC2002-255)»
- «Puke Ariki». Cópia arquivada em 20 de junho de 2008 em New Plymouth contém os registros comerciais da Gibson Coach Lines, que executavam serviços de New Plymouth a Awakino. Ver «Gibson Coach Lines (ARC2002-992)». Consultado em 6 de fevereiro de 2008. Cópia arquivada em 14 de outubro de 2008
- de Jardine, Margaret (1992). The little ports of Taranaki: being Awakino, Mokau, Tongaporutu, Urenui, Waitara, Opunake, Patea, together with some historical background to each. M. de Jardine. [S.l.: s.n.] ISBN 0-473-01455-6

### Maori
- Gummer, R. Graeme (1997). «A man from Te Riu o Puanga: Riu Batley». Auckland, [N.Z.]: R. Graeme Gummer
- «Puke Ariki». Cópia arquivada em 20 de junho de 2008 em New Plymouth contém um ensaio sobre Riu Batley (1887–1960) (ver acima) e sua familia: pesquisado e escrito por seu sobrinho, Graeme Gummer. Ver «A Man from Te Riu O Puanga, Riu Batley (ARC2001-256)». Consultado em 8 de fevereiro de 2008. Cópia arquivada em 14 de outubro de 2008
- Gummer, R. Graeme (2000). «Memories of Ted Batley and some of his whanau». Auckland, [N.Z.]: R. Graeme Gummer
- «Puke Ariki». Cópia arquivada em 20 de junho de 2008 em New Plymouth contém uma série de ensaios sobre liderança maori: como praticado nas áreas de Mokau, Awakino e Mahoenui, bem como nas Ilhas Chatham. Também abrange o desenvolvimento do movimento religioso maori chamado Hauhau (ou Pai Marire). Este material foi compilado por Graeme Gummer. Ver «Gummer, Graeme (ARC2002-771)». Consultado em 8 de fevereiro de 2008. Cópia arquivada em 14 de outubro de 2008
- «Puke Ariki». Cópia arquivada em 20 de junho de 2008 em New Plymouth contém notas de pesquisa e um obituário de Bella Mataroa (morta em 1925), que viveu em Nukuhakere/Nukuhakari, a meio caminho entre Marokopa e Awakino. Ver «Mataroa, Bella (ARC2001-241)». Consultado em 8 de fevereiro de 2008. Cópia arquivada em 14 de outubro de 2008